# Tina Desai
Tina Desai (Bangalore, 24 de febrero de 1987) es una actriz y modelo india que debutó a nivel internacional con la película El exótico Hotel Marigold. También formó parte del elenco de Sense8. Su nombre puede ser encontrado también como Tena Desae.

## Biografía
Inició su carrera como modelo en un reality llamado Get Gorgeous donde si bien no ganó obtuvo la atención de la agencia Elite Model India. Su carrera como actriz comenzó en Bollywood con la película Yeh Faasley en 2011, luego una breve participación en El exótico Hotel Marigold en 2011 y en la continuación de la historia El nuevo exótico Hotel Marigold.
En 2015 obtuvo un rol principal en la serie producida por Netflix, Sense8 dirigida por The Wachowskis, interpretando a Kala, una brillante química.

## Filmografía
| Año  | Película                             | Papel          | Idioma | Notas         |
| ---- | ------------------------------------ | -------------- | ------ | ------------- |
| 2011 | Yeh Faasley                          | Arunima D. Dua | Hindi  |               |
| 2011 | Sahi Dhandhe Galat Bande             | Neha Sharma    | Hindi  |               |
| 2011 | El exótico Hotel Marigold            | Sunaina        | Inglés |               |
| 2012 | Cocktail                             | Waitress       | Hindi  | Cameo         |
| 2013 | Table No.21                          | Siya Agasthi   | Hindi  |               |
| 2014 | Dussehra                             | Aditi Singh    | Hindi  |               |
| 2015 | El nuevo exótico Hotel Marigold      | Sunaina        | Inglés |               |
| 2015 | Sharafat Gayi Tel Lene               | Megha          | Hindi  |               |
| 2016 | Thomas y sus amigos: La Gran Carrera | Ashima         | Inglés | voz en inglés |

### Televisión
| Year        | Film   | Role          | Language | Notes        |
| ----------- | ------ | ------------- | -------- | ------------ |
| 2015 – 2018 | Sense8 | Kala Dandekar | English  | Protagonista |